# 155948 Maquet
155948 Maquet è un asteroide della fascia principale. Scoperto nel 2001, presenta un'orbita caratterizzata da un semiasse maggiore pari a 2,2545506 UA e da un'eccentricità di 0,0997332, inclinata di 4,43768° rispetto all'eclittica.
L'asteroide è dedicato all'astronoma francese Lucie Maquet.